# مارلین زاک
مارلین زاک (زادهٔ ۲۰ مه ۱۹۵۶) زیست‌شناس فرگشتی و رفتارشناس آمریکایی است. او به‌عنوان استاد زیست‌شناسی در دانشگاه کالیفرنیا، ریورساید (UCR) فعالیت داشت تا این که در سال ۲۰۱۲ به دانشگاه مینه‌سوتا منتقل شد. پژوهش‌های او شامل انتخاب جنسی و انگل‌ها است.

## زندگی‌نامه
زاک در فیلادلفیا، پنسیلوانیا متولد شد و اهل لس آنجلس است. او از کودکی به حشرات علاقه‌مند شد. در دانشگاه کالیفرنیا، سانتا باربارا، ابتدا در رشته ادبیات انگلیسی مشغول به تحصیل شد، اما بعداً به زیست‌شناسی تغییر رشته داد. پس از دریافت مدرک کارشناسی، سه سال به نویسندگی و تدریس پرداخت.
در سال ۱۹۸۲، او و ویلیام دی. همیلتون فرضیه ژن‌های خوب را در انتخاب جنسی پیشنهاد کردند. زاک در سال ۱۹۸۶ وارد دانشگاه میشیگان شد و دکترای فلسفه گرفت. او پژوهش‌های پسادکترای خود را در دانشگاه نیومکزیکو انجام داد. او در سال ۱۹۸۹ به هیئت علمی UCR پیوست. در آوریل ۲۰۱۲، زاک و همسرش، جان روتنبری، به دانشگاه مینه‌سوتا منتقل شدند و در کالج علوم زیستی دانشگاه مینه‌سوتا مشغول به کار شدند.
زاک موفق به دریافت دکترای افتخاری از دانشگاه اوپسالا در سوئد (۲۰۱۰) و دانشگاه یووسکوله در فنلاند (۲۰۱۶) شده است.

## فعالیت

### علایق پژوهشی
پژوهش‌های زوک بر تکامل رفتار جنسی جانوران (به‌ویژه در رابطه با انگل‌ها)، انتخاب جفت و رفتار جانوران متمرکز است. یکی از موضوعات تکرارشونده در نوشته‌ها و سخنرانی‌های زوک، فمینیسم و زنان در علم است. زوک منتقد رژیم غذایی پالئولیتیک است. در سال ۱۹۹۶، زوک از بنیاد ملی علوم کمک‌هزینه‌ای دریافت کرد تا تأثیرات تنوع در جنس ماده بر انتخاب جنسی و ویژگی‌های نشان‌دهنده قدرت در جنس نر را بررسی کند.

#### زنان در علم
زوک از حامیان سرسخت ارتقای جایگاه زنان در علم است. در سال ۲۰۱۸، او مقاله‌ای در لس‌آنجلس تایمز منتشر کرد با عنوان «هیچ ویژگی ذاتی باعث نمی‌شود که مردان بیشتر از زنان در علوم حضور داشته باشند». در این مقاله، او با استناد به پیوند تنگاتنگ میان طبیعت و تربیت، استدلال می‌کند که غیرممکن است بتوان کمبود حضور زنان در علوم را به علت ذاتی نسبت داد. او با تأکید بر یکپارچگی علمی، بیان می‌کند که تا زمانی که پسران و دختران در شرایط یکسان پرورش نیابند، نمی‌توان گرایش‌های ذاتی زنان به علوم یا دوری از آن‌ها را ثابت کرد.

### پژوهش‌های برجسته
از اوایل دهه ۱۹۹۰، زوک با پژوهش‌های میدانی خود دربارهٔ تعامل میان جیرجیرک صحرایی اقیانوس آرام (Teleogryllus oceanicus) و مگس انگلی تازه‌وارد (Ormia ochracea) مسیر جدیدی در تحقیقات گشود. او این وضعیت را «فرصتی منحصربه‌فرد» برای مطالعه در زمان واقعی در نظر گرفت، جایی که موفقیت تولیدمثلی و بقا در تضاد بودند. جیرجیرک‌های نر برای جذب ماده‌ها از صداسازی استفاده می‌کردند، اما این صداها همچنین مگس‌های ماده را که به‌طور مخفیانه شنود می‌کردند، جذب می‌کرد. این مگس‌ها لاروهایی را در بدن جیرجیرک‌ها می‌گذاشتند که طی چند روز، میزبان خود را از درون می‌خوردند و از بین می‌بردند.
در سال ۲۰۰۳، زوک و تیمش دریافتند که در یکی از جزایر هاوایی، کائوآئی، جیرجیرک‌های نری ظاهر شده‌اند که دیگر قادر به صداسازی نیستند و اکنون در جمعیت غالب‌اند. یک جهش ژنتیکی در یک جایگاه منفرد باعث تغییر در بال‌های جیرجیرک‌های نر شد، به‌گونه‌ای که صداسازی آن‌ها را غیرممکن ساخت. این مزیت بقایی، تحت فشار انتخابی شکارچی، در کمتر از ۲۰ نسل موجب تغییر ژنوتیپ، فنوتیپ و رفتار ۹۰٪ از نرهای جزیره شد. زوک این فرم جدید را «بال‌مسطح» نام‌گذاری کرد.

### آثار منتخب
کتاب‌ها و مقالات زوک شامل:
- وراثت واقعی درخشان و پرندگان درخشان: نقشی برای انگل‌ها؟ (۱۹۸۲). ساینس.
- انتخاب‌های جنسی: چه چیزهایی را می‌توانیم و نمی‌توانیم از حیوانات دربارهٔ جنسیت بیاموزیم، (۲۰۰۲). انتشارات دانشگاه کالیفرنیا، برکلی. شابک ‎۹۷۸−۰۵۲۰۲۴۰۷۵۹.
- پر از زندگی: کرم‌های دوست، سکس کفشدوزک‌ها و انگل‌هایی که ما را شکل می‌دهند، (۲۰۰۷). انتشارات هارکورت، نیویورک. شابک ‎۹۷۸−۰۱۵۶۰۳۴۶۸۵.
- فانتزی پارینه‌سنگی: آنچه تکامل واقعاً دربارهٔ جنسیت، رژیم غذایی و نحوه زندگی ما می‌گوید، (۲۰۱۳). دبلیو. دبلیو. نورتون، نیویورک. شابک ‎۹۷۸−۰۳۹۳۳۴۷۹۲۰.

### نقش در دانشگاه
زوک استاد گروه بوم‌شناسی، تکامل و رفتار در کالج علوم زیستی دانشگاه مینه‌سوتا است. او معاون علمی این کالج است.

## جوایز و افتخارات
در سال ۲۰۱۵، زوک دریافت‌کننده جایزه ادوارد او. ویلسون از انجمن طبیعت شناسان آمریکا بود.